# Jean-Jacques Missé-Missé
Jean-Jacques Missé-Missé (Yaoundé, 7 agosto 1968) è un ex calciatore camerunese, di ruolo attaccante.

## Carriera

### Club
Iniziò la sua carriera agonistica nel Canon Yaoundé, società con cui vinse i campionati di calcio camerunensi 1985 e 1986.
Nel 1990 si trasferisce al Diamant Yaoundé, altra società camerunese con cui gioca per due stagioni.
Nel 1991 si trasferisce in Europa, in Belgio, alla Royale Union Sportive Andenne-Seilles.
Nel 1993 cambia casacca e passa allo Charleroi, società con cui milita tre stagioni in massima serie belga ottenendo come massimo risultato il quarto posto nella stagione 1993-1994.
Nel 1996 si trasferisce in Portogallo, allo Sporting Lisbona. Con i lusitani gioca solo quattro incontri, ottenendo il secondo posto nella stagione 1996-1997.
L'anno seguente è segnato da brevi esperienze con il Trabzonspor, il Dundee Utd ed il Chesterfield.
Nel 1998 torna a giocare in Belgio, alla Royale Association Athlétique Louviéroise, società in cui milita sino al 2002, esclusa un'esperienza in Grecia tra le file dell'Ethnikos Asteras.
I suoi due ultimi club furono l'Ostenda ed il Mechelen, club in cui chiude la carriera agonistica nel 2004.

### Nazionale
Nel 1997 disputò un incontro amichevole con la nazionale maggiore camerunese.

## Palmarès

### Competizioni nazionali
- Campionato camerunese: 2

Canon Yaoundé: 1985, 1986
- Coppa del Camerun: 1

Canon Yaoundé: 1986